# Semirétxie
|  | Pel que fa al territori kazakh de Semirétxie, vegeu Jetissú. |

Semirétxie (en rus: Семиречье) és un poble del krai de Khabàrovsk, a Rússia, que el 2012 no tenia cap habitant. Pertany al districte rural d'Aiano-Maiski.